# Villa Centurione del Monastero
La Villa Centurione del Monastero, o Villa di Barnaba Centurione , è una villa patrizia situata nel quartiere genovese di Sampierdarena, edificata nel Cinquecento quale dimora di delizia per la famiglia patrizia dei Centurione.

## Storia
La residenza patrizia fu costruita, insieme all'annesso giardino oggi scomparso, nel 1587 per Barnaba Centurione Scotto, appartenente ad una famiglia di origine mercantile. Il nome di villa del Monastero ricorda che fu edificata sul sedime di un monastero duecentesco di monache benedettine, acquistato nel Cinquecento dal Centurione. Dell'originario monastero si conserva il chiostro medioevale nel cortile interno.

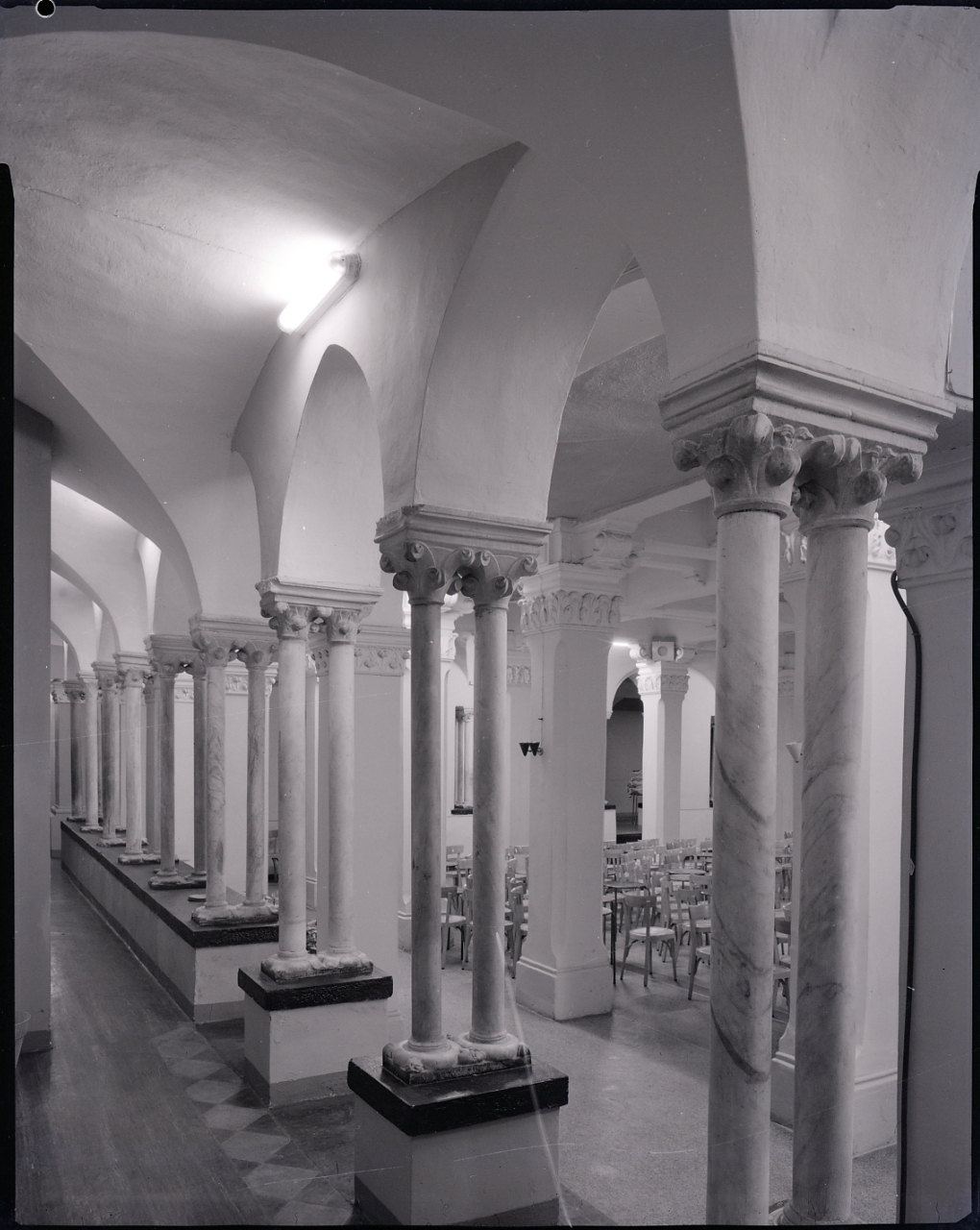
Resti del chiostro medioevale

Rimase nei secoli proprietà della famiglia Centurione, finché nel 1882 fu lasciata in eredità dell'ultimo proprietario all'Ospedale Pammatone, che la cedette al comune.
L'edificio ha subito rimaneggiamenti all'inizio del Novecento, quando fu acquistato dal comune di Sampierdarena e trasformato in istituto scolastico. 
La facciata, originariamente affrescata, venne completamente rifatta all'inizio del novecento con gli attuali prospetti, e fu rialzato di un piano.
L'atrio e il salone al primo piano sono decorati con affreschi dal pittore manierista genovese Bernardo Castello, e da altri autori non identificati.

## Descrizione
A piano terra, nell'atrio, Bernardo Castello rappresentata la scena di Erminia sfuggita ai cavalieri cristiani, si trova tra i pastori, tratta dal settimo capitolo della Gerusalemme Liberata del Tasso. in un'altra sala, il Trionfo di David è considerato di scuola del Castello.
Sulla volta a botte sopra la scalinata, tra decorazioni a grottesche, è Perseo che libera Andromeda.
Al piano nobile superiore, il Castello rappresenta nel salone principale Episodi della storia di Mario, e in altro salotto detto di Callisto vi è affrescata nel riquadro centrale la Scoperta dalla gravidanza di Callisto, e nelle medaglie d’angolo altri episodi del Mito di Callisto e Giove.